# Мункель, Август
Август Мункель (англ. Karl August Ludwig Munckel; 23 января 1837, Пиритц — 10 апреля 1903, Берлин) — германский политический деятель и юрист.
Уже в 15-летнем возрасте поступил в Берлинский университет, где на протяжении трёх лет изучал право. В 1855 году имел ранг аускулатора, в 1857 году — рефендара и в 1860 году — герихтасессора. С 1864 года был адвокатом и нотариусом в Берлине. Имел репутацию талантливого адвоката, обратил на себя внимание защитой в нескольких политических процессах, особенно в процессе графа Арнима.
В 1881 году был избран членом рейхстага и оставался в нём до конца жизни, с 1882 года был также депутатом в прусском ландтаге от Берлина, где тоже имел кресло до конца жизни. С 1888 года и до конца жизни был одновременно депутатом Бранденбургского ландтага. С 1882 по 1894 год бы главой берлинского района Шарлоттенбург, с 1896 года и до конца жизни был членом городского совета Берлина. Принадлежал к прогрессистской партии, обратившейся в 1884 году в свободомыслящую; после её распада в 1893 году остался в её левом крыле, в «свободомыслящей народной партии». Выступал в рейхстаге и ландтаге преимущественно по юридическим вопросам; так, в 1887 году внёс проекты компенсации невинно осуждённым и передачи политических дел и преступлений печати в ведение суда присяжных.